# Mały Grojec
Mały Grojec (422 m n.p.m.) – wzgórze na Kotlinie Żywieckiej znajdujące się w granicach miasta Żywiec.
Mały Grojec, zwany też Księżym jest najniższym i najbardziej na północ wysuniętym z trzech wzniesień w paśmie Grojca. Pozostałe to Średni Grojec i Wielki Grojec. Zachodni stok Małego Grojca opada do rzeki Soła, północno-zachodni w widły rzek Soła i Koszarawa, północno-wschodni do Koszarawy.
Mały Grojec jest częściowo porośnięty lasem, zwłaszcza jego zachodni, stromy stok. Grzbiet i mało stromy stok wschodni są w większości bezleśne i jest na nich należące do Żywca osiedle Grojec. U wschodnich podnóży wzniesienia jest wkomponowany w skałę amfiteatr z około 3 tysiącami miejsc siedzących. Odbywa się w nim wiele imprez, m.in. Tydzień Kultury Beskidzkiej i Folkloru Górali Polskich. Z bezleśnego grzbietu Małego Grojca rozciąga się widok na Żywiec.

## Szlaki turystyczne
Przez wszystkie szczyty Grojca przebiega szlak turystyczny oraz ścieżka edukacyjna, prowadząca przez najbardziej interesujące fragmenty wzgórza:
 – żółty: centrum Żywca – Mały Grojec – Średni Grojec – Grojec – Żywiec-Zabłocie (koło browaru).